# كازواكي مأواوتارو
كازواكي مأواوتارو (باليابانية: 馬渡 和彰) (23 يونيو 1991 في طوكيو في اليابان – )؛ هو لاعب كرة قدم ياباني سابق كان يلعب كمدافع.

## وصلات خارجية
- كازواكي مأواوتارو على موقع رابطة كرة القدم اليابانية للمحترفين (اليابانية)
- كازواكي مأواوتارو على موقع إي إس بي إن إف سي (الإنجليزية)
- كازواكي مأواوتارو على موقع قاعدة بيانات كرة القدم.إي يو (الإنجليزية)
- كازواكي مأواوتارو على موقع Soccerbase.com (لاعب) (الإنجليزية)
- كازواكي مأواوتارو على موقع Soccerway.com (الإنجليزية)
- كازواكي مأواوتارو على موقع عالم كرة القدم.نت (الإنجليزية)